# Po zakonu
Po zakonu é um filme de drama soviético de 1926 dirigido por Lev Kulechov.

## Enredo
O filme se passa em uma pequena casa, onde um casal de garimpeiros se encontra com um assassino.

## Elenco
- Aleksandra Khokhlova como Edith Nelson
- Sergey Komarov como Hans Nelson
- Vladimir Fogel como Michael Dennin
- Pyotr Galadzhev
- Porfiri Podobed
- Fred Forell como Jack